# Ivan Rukavina
Ivan Rukavina, hrvaški general, * 26. januar 1912, † 3. april 1992.

## Življenjepis
Rukovina, študent zagrebške Medicinske fakultete, je leta 1935 postal član KPJ; zaradi revolucionarnega delovanja je bil preganjan in večkrat aretiran. Med letoma 1936 in 1939 je sodeloval v španski državljanski vojni; na koncu je bil kot stotnik poveljnik bataljona Đura Đakovića v 129. internacionalni brigadi.
Maja 1941 je postal član Vojaškega komiteja za Hrvaško in eden od organizatorjev NOG na Hrvaškem; pozneje je bil poveljnik GŠ NOV Hrvaške, poveljnik 4. korpusa, poveljnik Vojaške uprave za Vojvodino, šef jugoslovanske vojaške misije v Parizu.
Po vojni je bil načelnik uprave v Generalštabu JLA, načelnik VVA JLA, poveljnik armade. V začetku 70. let je bil povišan v čin armadnega generala (eden od treh v Jugoslaviji v tistem času).